# Canteleu
Canteleu är en kommun i departementet Seine-Maritime i regionen Normandie i norra Frankrike. Kommunen ligger i kantonen Maromme som tillhör arrondissementet Rouen. År 2022 hade Canteleu 14 420 invånare.

## Befolkningsutveckling
Antalet invånare i kommunen Canteleu
| Referens: INSEE |